# Magnus Stamnestrø
Magnus Stamnestrø (Kyrksæterøra, 18 aprile 1992) è un allenatore di calcio ed ex calciatore norvegese, di ruolo centrocampista, allenatore del Mosjøen.

## Carriera

### Club
Stamnestrø ha iniziato la carriera professionistica con la maglia del Molde, dopo aver militato nel KIL/Hemne. Ha debuttato nell'Eliteserien il 6 giugno 2010, sostituendo Björn Runström nel pareggio per 3-3 contro il Lillestrøm. Seppure con poche presenze, ha fatto parte della squadra che si è aggiudicata il campionato 2011. Il 28 novembre 2012 ha rinnovato il contratto che lo legava al Molde per altre tre stagioni.
Il 4 aprile 2013 è oassato in prestito al Sogndal. Ha debuttato in squadra il 7 aprile, schierato in campo in sostituzione di Ruben Holsæter nella sconfitta casalinga per 0-4 contro il Rosenborg. Il 13 aprile ha realizzato la prima rete, nella vittoria esterna per 1-2 in casa del Molde. A fine stagione ha totalizzato 23 presenze e 5 reti, tra campionato e coppa.
Il 29 novembre 2013, è passato ufficialmente in prestito al Kristiansund, a partire dal 1º gennaio 2014. Ha debuttato in squadra il 6 aprile, schierato titolare nella sconfitta per 3-0 in casa dell'Alta. Il 13 aprile ha siglato la prima marcatura, sancendo il successo per 1-0 sull'Ullensaker/Kisa. Il 18 luglio 2014, il trasferimento è diventato a titolo definitivo e il giocatore ha firmato un contratto valido per il successivo anno e mezzo.
Il 7 luglio 2015, il Rosenborg ha annunciato sul proprio sito ufficiale d'aver ingaggiato Stamnestrø dal Kristiansund, con il giocatore che avrebbe firmato un contratto valido per un anno e mezzo, a partire dal 23 luglio successivo. Il giocatore ha scelto di vestire la maglia numero 18. Il 30 agosto 2016 ha rinnovato il contratto che lo legava al club per altre due stagioni.
Il 16 luglio 2018, il Ranheim ha reso noto l'acquisto di Stamnestrø, che si è legato al club fino al 31 dicembre 2020. Il 17 gennaio 2021 ha annunciato il proprio ritiro dall'attività agonistica.

### Nazionale
Stamnestrø ha esordito per la Norvegia under 19 il 9 febbraio 2011, subentrando a Yann-Erik de Lanlay nel pareggio per 1-1 contro il Portogallo under 19.

### Allenatore
Dopo essere stato il direttore sportivo del Mosjøen per pochi mesi nel 2023, venne promosso a tecnico in seconda a fine anno per poi passare a tecnico principale ad agosto del 2024.

## Statistiche

### Presenze e reti nei club
Statistiche aggiornate al 18 gennaio 2021.
| Stagione            | Club                | Campionato          | Campionato | Campionato | Coppe nazionali | Coppe nazionali | Coppe nazionali | Coppe continentali | Coppe continentali | Coppe continentali | Supercoppe | Supercoppe | Supercoppe | Totale | Totale |
| Stagione            | Club                | Comp                | Pres       | Reti       | Comp            | Pres            | Reti            | Comp               | Pres               | Reti               | Comp       | Pres       | Reti       | Pres   | Reti   |
| ------------------- | ------------------- | ------------------- | ---------- | ---------- | --------------- | --------------- | --------------- | ------------------ | ------------------ | ------------------ | ---------- | ---------- | ---------- | ------ | ------ |
| 2008                | KIL/Hemne           | 3D                  | ?          | ?          | CN              | ?               | ?               | -                  | -                  | -                  | -          | -          | -          | ?      | ?      |
| 2009                | KIL/Hemne           | 2D                  | ?          | ?          | CN              | ?               | ?               | -                  | -                  | -                  | -          | -          | -          | ?      | ?      |
| Totale KIL/Hemne    | Totale KIL/Hemne    | Totale KIL/Hemne    | ?          | ?          |                 | ?               | ?               |                    | -                  | -                  |            | -          | -          | ?      | ?      |
| 2010                | Molde               | ES                  | 3          | 0          | CN              | 0               | 0               | UEL                | 0                  | 0                  | -          | -          | -          | 3      | 0      |
| 2011                | Molde               | ES                  | 4          | 0          | CN              | 4               | 0               | -                  | -                  | -                  | -          | -          | -          | 8      | 0      |
| 2012                | Molde               | ES                  | 9          | 1          | CN              | 5               | 2               | UCL+UEL            | 2+2                | 0                  | -          | -          | -          | 18     | 3      |
| mar.-apr. 2013      | Molde               | ES                  | 0          | 0          | CN              | 0               | 0               | UCL                | 0                  | 0                  | -          | -          | -          | 0      | 0      |
| Totale Molde        | Totale Molde        | Totale Molde        | 16         | 1          |                 | 9               | 2               |                    | 4                  | 0                  |            | -          | -          | 29     | 3      |
| apr.-dic. 2013      | Sogndal             | ES                  | 19         | 4          | CN              | 4               | 1               | -                  | -                  | -                  | -          | -          | -          | 23     | 5      |
| 2014                | Kristiansund        | 1D                  | 24+1       | 1+0        | CN              | 1               | 0               | -                  | -                  | -                  | -          | -          | -          | 26     | 1      |
| gen.-lug. 2015      | Kristiansund        | 1D                  | 11         | 4          | CN              | 3               | 2               | -                  | -                  | -                  | -          | -          | -          | 14     | 6      |
| Totale Kristiansund | Totale Kristiansund | Totale Kristiansund | 35+1       | 5+0        |                 | 4               | 2               |                    | -                  | -                  |            | -          | -          | 40     | 7      |
| lug.-dic. 2015      | Rosenborg           | ES                  | 4          | 0          | CN              | 1               | 0               | UEL                | 0                  | 0                  | -          | -          | -          | 5      | 0      |
| 2016                | Rosenborg           | ES                  | 13         | 0          | CN              | 4               | 4               | UCL+UEL            | 0                  | 0                  | -          | -          | -          | 17     | 4      |
| 2017                | Rosenborg           | ES                  | 0          | 0          | CN              | 0               | 0               | UCL                | 0                  | 0                  | SN         | 0          | 0          | 0      | 0      |
| gen.-lug. 2018      | Rosenborg           | ES                  | 0          | 0          | CN              | 2               | 1               | UCL                | -                  | -                  | SN         | 0          | 0          | 2      | 1      |
| Totale Rosenborg    | Totale Rosenborg    | Totale Rosenborg    | 17         | 0          |                 | 7               | 5               |                    | 0                  | 0                  |            | 0          | 0          | 24     | 5      |
| lug.-dic. 2018      | Ranheim             | ES                  | 2          | 0          | CN              | -               | -               | -                  | -                  | -                  | -          | -          | -          | 2      | 0      |
| gen.-mag. 2019      | Ranheim             | ES                  | 1          | 0          | CN              | 1               | 0               | -                  | -                  | -                  | -          | -          | -          | 2      | 0      |
| mag.-dic. 2019      | KÍ Klaksvík         | FD                  | 9          | 1          | CF              | -               | -               | UEL                | 1                  | 0                  | -          | -          | -          | 10     | 1      |
| 2020                | Ranheim             | 1D                  | 2          | 0          | -               | -               | -               | -                  | -                  | -                  | -          | -          | -          | 0      | 0      |
| Totale Ranheim      | Totale Ranheim      | Totale Ranheim      | 19         | 0          |                 | 7               | 5               |                    | 0                  | 0                  |            | 0          | 0          | 26     | 5      |
| Totale              | Totale              | Totale              | 90+1+      | 7+0+       |                 | 22+             | 8+              |                    | 5                  | 0                  |            | 0          | 0          | 128+   | 14+    |

## Palmarès

### Club

#### Competizioni nazionali
- Campionato norvegese: 5

Molde: 2011, 2012
Rosenborg: 2015, 2016, 2017
- Superfinalen: 1

Molde: 2012
- Coppa di Norvegia: 2

Rosenborg: 2015, 2016